# Cyclamen parviflorum
Cyclamen parviflorum là một loài thực vật có hoa trong họ Anh thảo. Loài này được Pobed. mô tả khoa học đầu tiên năm 1946.

## Hình ảnh

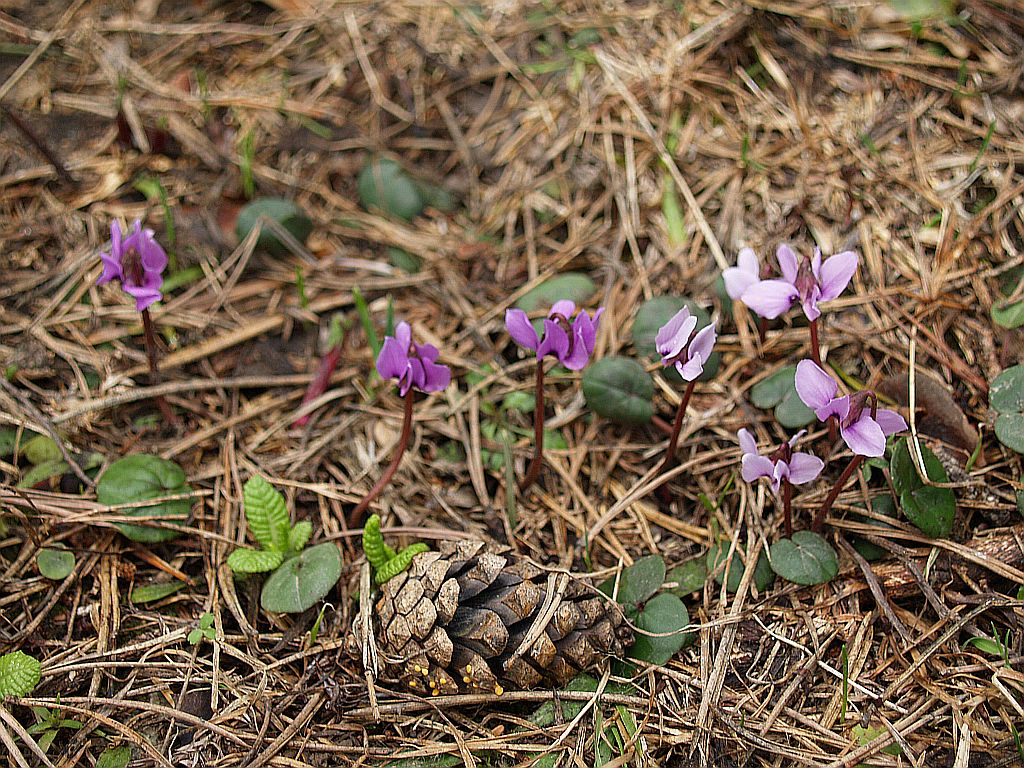
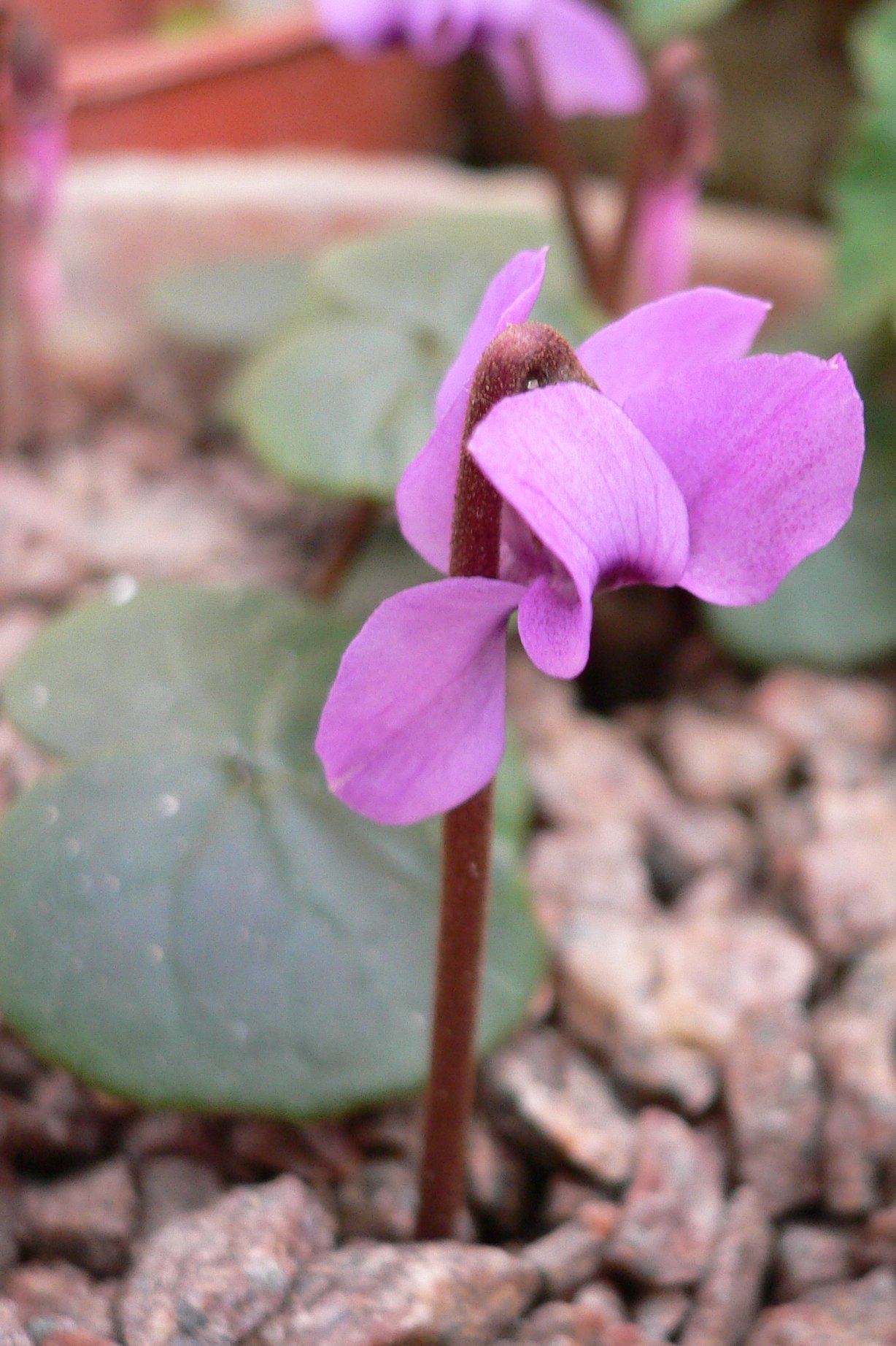
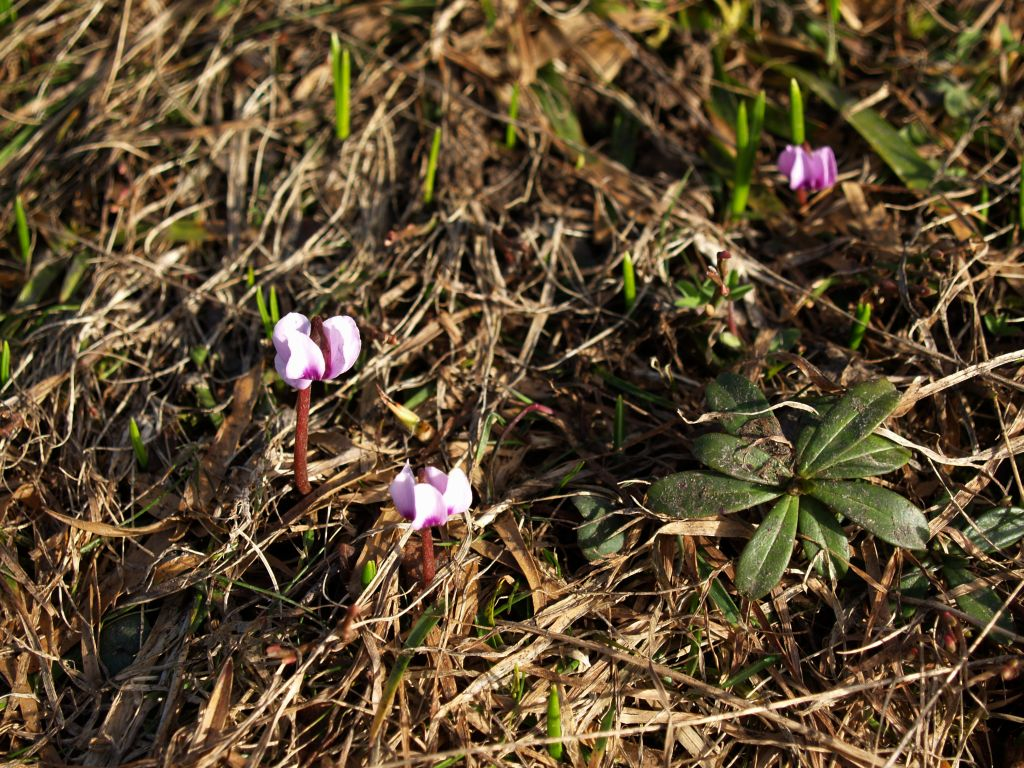